# Rocío González Alonso
Carmen Rocío González Alonso (Tampico, Tamaulipas; 14 de julio de 1981) es una política mexicana miembro del Partido Acción Nacional y diputada federal plurinominal para la LXVI Legislatura.

## Biografía
González Alonso nació el 14 de julio de 1981 en la ciudad de Tampico, Tamaulipas y después emigró a la ciudad de Chihuahua en donde estudió licenciatura en administración en el Instituto Tecnológico de Chihuahua II, para posteriormente dedicarse a diversas actividades en la iniciativa privada entre 2003 y 2012.

### Carrera política
En 2011, González obtuvo su primer empleo en la administración pública en el Instituto Chihuahuense para la Transparencia y Acceso a la Información Pública (Ichitaip) para posteriormente en 2013 ser elegida regidora del Ayuntamiento de Chihuahua por el Partido Acción Nacional mediante el principio de representación proporcional durante la administración del priista Javier Garfio Pacheco.
En 2014 González se afilió formalmente al Partido Acción Nacional, partido que en 2016 la postuló como candidata a diputada local por el Distrito 18 para las elecciones de ese mismo año resultando elegida a la LXV Legislatura tras vencer al candidato del Partido Revolucionario Institucional, Cristopher James Barousse, siendo de esta manera González Alonso la primera diputada de oposición en ganar la zona sur de la ciudad.
En el año 2018, Rocío buscó la reelección a su cargo en las elecciones de ese año siendo postulada en esta ocasión por los partidos Acción Nacional y del Movimiento Ciudadano, terminando con González reelegida para la LXVI Legislatura entre 2018 y 2021.
En 2021, el PAN la postuló como candidata a diputada federal por el Distrito 8 de Chihuahua para las elecciones federales de 2021. Finalmente, González ganó la elección luego de vencer al candidato de la coalición Juntos Hacemos Historia, Fernando Tiscareño Luján por una diferencia de poco más de 20 mil votos en su favor, hecho que le significó ser diputada para la LXV Legislatura entre 2021 y 2024.